# Гнаденпфенниг

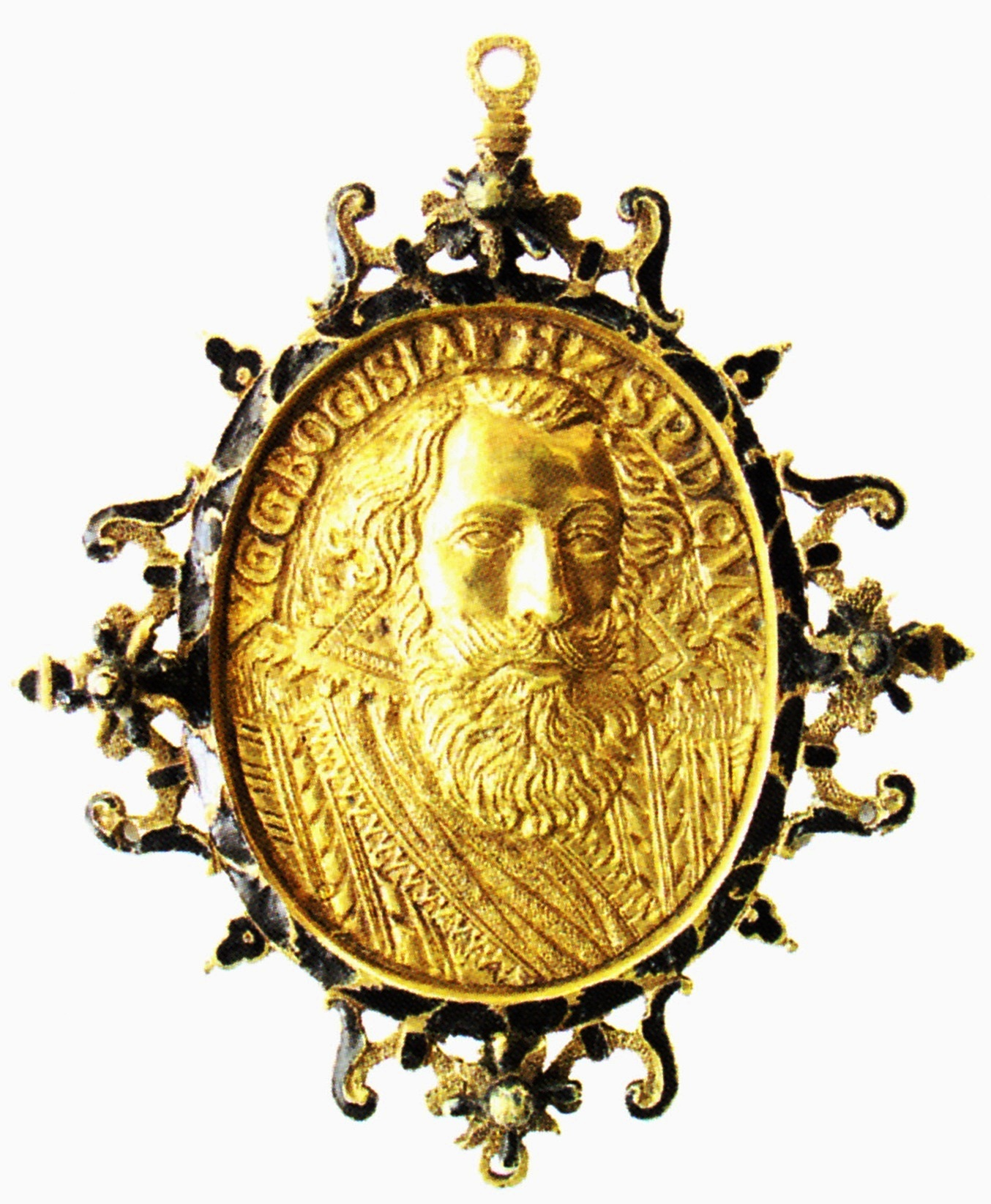
Гнаденпфенниг Богуслава XIV

Гнаденпфенниг (нем. Gnadenpfennig, досл.: «пфенниг благоволения») — овальная украшенная медаль с изображением монарха. Получила распространение в XVI—XVII столетиях. Вручалась князьями за особые заслуги. Гнаденпфенниги являются предшественником орденов. Обычно они имели овальную форму, зачастую их украшали драгоценными камнями. По своей сути гнаденпфенниги являлись клейнодами, носимыми на цепи на шее.